# تركمن صحراء

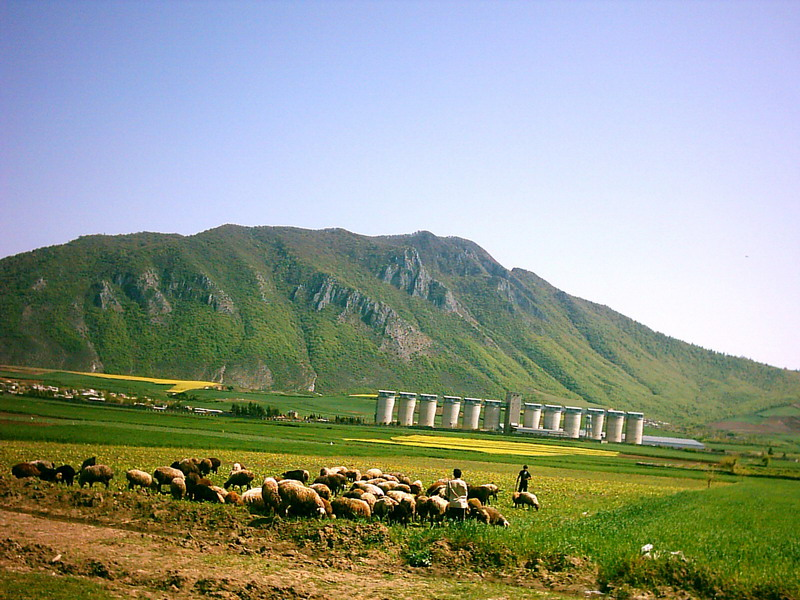
مناظر خلابة في محيط ترکمن صحرا ء

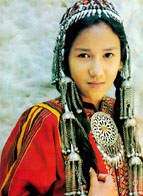
فتاة تركمانية بالزي التقليدي

 تركمن صحرا ء  هي صحراء تحتل الجزء الأكبر من شمال الشرقي لإيران ، ويكثر وجود الواحات في هذه الصحراء متدة حتى سواحل بحر قزوين. وهي صحراء واسعة و منبسطة في شمال إيران ، وأحد أقاليم محافظة غلستان المشهورة بمناظرها الخلابة.

## مدن تركمن صحراء
وتشتمل هذه الصحراء الواسعة على مدن عامرة كثيرة منها: مدن كنبد كاووس ، بندر تركمان، آق‌قلا، مراوه‌تبه، كلالة، سيمين‌شهر، كمش‌تبه، نكين‌شهر، انبار آلوم و داشلي برون، بجنورد، دركز، مدينة فراغي، كليداغ و جزء من منطقة تربت جام.

## السكان
وتشكل معظم سكان (تركمن صحراء) من التركمان هم أحد الشعوب التركية يعيشون في تركمنستان و العراق وشمال شرق إيران وشمال غرب أفغانستان ومناطق أخرى. يتكلمون اللغة التركمانية أحد اللغات التركية التي بدورها فرع من اللغات الألطية. و هم سنيون من أهل السنة والجماعة على مذهب الامام أبي حنيفة النعمان رضي الله عنه.